# Walter Gibbons
Walter Gibbons (New York, 2 aprile 1954 – New York, 23 settembre 1994) è stato un disc jockey e produttore discografico statunitense.
Gibbons viene considerato uno dei primi e più importanti DJ di New York degli anni settanta, e gli vengono accreditate l'invenzione del remix e la fortuna del vinile da dodici pollici, formato destinato a godere di grande fortuna durante l'epoca della disco music.

## Biografia

### Prime esperienze musicali
Gibbons iniziò a fare il DJ a New York all'inizio degli anni 1970 e fu tra i primi americani ad adottare le tecniche di produzione del dub e del reggae nella musica dance. Nel 1975, Gibbons divenne il DJ residente del Galaxy 21 di Manhattan, ma decise di abbandonare il club l'anno seguente, quando scoprì che i suoi set venivano registrati illegalmente per poi essere venduti nel mercato nero. Dopo aver tentato invano di lavorare come DJ residente per altre discoteche a New York, Gibbons si trasferì per un breve periodo a Seattle.

### Successo
Gibbons ritornò a esercitare la sua professione a New York senza ottenere fortuna prima di iniziare una collaborazione con la casa discografica Salsoul Records durante la fine degli anni 1970. Il suo remix di Ten Percent (1976) dei Double Exposure fu il primo dodici pollici al mondo, e il suo brano più celebre. Altrettanto successo lo ebbe il suo missaggio di Hit and Run di Loleatta Holloway. Per la Salsoul pubblicò mix come Disco Boogie: Super Hits for Non-Stop Dancing (1976) e Disco Madness (1976), primissimo LP pubblicato da un remixer solista. Gibbobs fu anche messo sotto contratto da etichette come West End e Gold Mind.
Dopo essere stato pressoché inattivo lungo i primi anni 1980, Gibbons riprese la sua carriera musicale con maggiore convinzione durante la metà del decennio, quando pubblicò il remix di Set It Off (1984) degli Strafe che, oltre ad essere il suo maggiore successo, viene considerato un "inno" della scena garage house di New York. Nel 1986 pubblicò un remix di Schoolbell/Tree House di Arthur Russell per la Sleeping Bag Records. Durante gli anni ottanta, Gibbons riuscì a realizzare dei remix all'avanguardia pur essendo limitato dal punto di vista espressivo in quanto si era intanto convertito alla Nuova nascita cristiana (iniziò a lavorare a brani i cui testi non offendevano le sue convinzioni). Dopo essersi isolato dai circoli dance di New York ed aver avviato una tournée in Giappone nel 1994, Gibbons trascorse alcune settimane presso un YMCA prima di morire di sintomi legati all'AIDS nel 1994.

### Dopo la morte
I remix di Gibbons vennero raccolti postumi sul triplo CD Mixed with Love (2004) e nel doppio Jungle Music (2010). Il primo contiene tracce mixate quando il DJ era attivo nella Salsoul fra cui Loleatta Holloway, Salsoul Orchestra, Double Exposure, First Choice, Love Committee e Anthony White, mentre il secondo contiene brani pubblicati in precedenza anche per altre etichette.

## Stile e influenza
Walter Gibbons fu, insieme al pioniere dell'hip hop DJ Kool Herc, uno dei primi artisti americani ad applicare elementi della produzione dub giamaicana nel contesto della disco e della dance. Così come il collaboratore Arthur Russell, Gibbons "usò il dub come un dispositivo di dislocazione, impedendo al semplice groove della disco-music di nascere sotto i piedi dei ballerini." I suoi mix si focalizzavano più sulle percussioni che sulla melodia, e i suoi groove venivano allungati al punto da "sfiorare il confine dell'immobilità". Gibbons fu anche tra i primi a fare il beat juggling tra due copie dello stesso disco. Secondo AllMusic, i suoi singoli "venivano stravolti grazie agli effetti di eco e riverbero presi in prestito dalla dub e il drum break e influenzarono dozzine di produttori (e DJ)". Gibbons fu un'importante figura della scena dance underground di New York dei primi anni 1970, e ispirò alcuni dei primi e maggiori DJ garage e house dei primi anni ottanta, come Frankie Knuckles e Larry Levan.

## Discografia parziale

### Album compilation
- 2004 – Mixed With Love (The Walter Gibbons Salsoul Anthology)
- 2010 – Jungle Music (Mixed With Love: Essential & Unreleased Remixes 1976-1986)
- 2014 – Disco Madness
- 2018 – Mastermixes